# Hải chiến Awa
Hải chiến Awa (阿波沖海戦 Awa oki kaisen, A Ba trùng hải chiến) diễn ra ngày 28 tháng 1 1868 trong cuộc Chiến tranh Boshin ở Nhật Bản, ở vùng vịnh Awa gần Osaka. Các tàu tham gia vào trận đánh của Mạc phủ Tokugawa và các thuyền của Satsuma trung thành với triều đình ở Kyoto, trận đánh là trận hải chiến thứ hai của trong lịch sử Nhật Bản giữa các lực lượng hải quân hiện đại (sau Hải chiến Shimonoseki năm 1863). Enomoto Takeaki lãnh đạo hải quân Shogun chiến thắng tại Awa, một trong những thành công hiếm hoi của quân Tokugawa trong chiến tranh Boshin.

## Tóm tắt
Trận đánh, giữa tàu chiến của phiên Satsuma và Mạc phủ Tokugawa là trận hải chiến đầu tiên của Nhật Bản giữa hai hải quân hiện đại. Nó diễn ra một ngày sau Trận Toba-Fushimi mà quân Shogun thua trận trước quân triều đình. Tuy vậy, hải chiến Awa lại là một chiến thắng của nhà Tokugawa.
Phiên Satsuma chuẩn bị điều quân về Kasgoshima trên hai tàu vận tải, chiếc Hoho (翔凰 Tường Hoàng) và Heiun (平運 Bình Vận), được tàu chiến Satsuma Kasuga hộ tống đậu tại cảng Hyōgo. Hải quân Shogun dưới quyền chỉ huy Enomoto Takeaki ở gần đó với tàu Kaiyō　Maru là chủ lực hạm, và đã trợ giúp trận Toba-Fushimi từ trên biển. Hạm đội của Enomoto di chuyển chặn đường rút lui của tàu Satsuma.
Ngày 28 tháng 1, vào lúc sáng sớm, các tàu Satsuma rời cảng Hyōgo. Heiun đi qua eo biển Akashi, và Kasuga đi về phía Nam với Hoho tới eo biển Kien (紀淡) (Kỷ Đạm). Kaiyō Maru đuổi theo và chuẩn bị chiến đấu. Ở khoảng cách 1.200-2.500m, Kaiyō Maru bắn 25 phát vào 2 tàu Satsuma, và Kasuga đáp trả bằng 18 biên đạn, cả hai bên đều không bị thiệt hại nghiêm trọng. Tuy vậy, khi thêm nhiều tàu Mạc phủ đến nơi (Banryū và Hazuru), Kasuga tháo chạy khỏi trận đánh, và nhanh hơn Kaiyō Maru, chạy được đến Kagoshima. Không thể chạy thoát, Hoho bị mắc cạn tại Yūzaki (由崎 Do Khi) và bị thủy thủ đoàn phá hủy. Nhìn tàu Hoho bốc cháy, Enomoto thể hiện sự khâm phục với tinh thần chiến đấu của đối thủ: "Mặc dù họ là kẻ địch, nhưng cũng thật là xuất sắc " (敵ながらあっぱれ Teki nagara appare).
Thủy sư Đô đốc tương lai của Hải quân Đế quốc Nhật Bản Togo Heihachiro là một pháo thủ trên tàu Kasuga trong trận đánh này.